# Dodecadodecaedro ditrigonale
In geometria, il dodecadodecaedro ditrigonale è un poliedro stellato uniforme avente 24 facce - 12 pentagonali e 12 a forma di pentagramma - 60 spigoli e 20 vertici.

## Coordinate cartesiane
Le coordinate cartesiane per i vertici del dodecadodecaedro ditrigonale sono date da tutte le permutazioni di:
{\displaystyle \left(\,\pm 1,\,\pm 1,\,\pm 1\,\right)}
{\displaystyle \left(\,\pm \varphi ,\,\pm (\varphi -1),\,0\,\right)}
dove {\displaystyle \varphi ={\tfrac {1+{\sqrt {5}}}{2}}} è la sezione aurea.

## Poliedri correlati
Il dodecadodecaedro ditrigonale, spesso indicato con il simbolo U41, ha la stessa disposizione di vertici del dodecaedro regolare, che è il suo inviluppo convesso, e condivide la posizione degli spigoli con il piccolo icosidodecaedro ditrigonale, con cui ha in comune la disposizione delle facce pentagrammiche, con il grande icosidodecaedro ditrigonale, con cui ha in comune la disposizione delle facce pentagonali,  e con il poliedro composto di cinque cubi.
| a{5,3}                              | a{5/2,3}                           | b{5,5/2}                     |
| =                                   | =                                  | =                            |
| ----------------------------------- | ---------------------------------- | ---------------------------- |
| Piccolo icosidodecaedro ditrigonale | Grande icosidodecaedro ditrigonale | Dodecadodecaedro ditrigonale |
| Dodecaedro (inviluppo convesso)     | Composto di cinque cubi            |                              |

Esso può inoltre essere visto come il risultato della faccettazione di un dodecaedro regolare, essendo le sue facce pentagrammiche inscritte nelle facce pentagonali di un dodecaedro.

### Icosaedro triambico medio
L'icosaedro triambico medio è un poliedro stellato isoedro, nonché il duale del dodecadodecaedro ditrigonale, avente per facce 20 esagoni invertiti, detti anche triambi.
Dato un dodecadodecaedro ditrigonale di spigolo pari a 1, immaginando l'icosaedro triambico medio come composto da 20 facce intersecanti a forma di esagono invertito, simile a un'elica a tre pale, come riportato nella figura sottostante, di cui solo una parte visibile all'esterno del solido, le facce risultanti hanno due gruppi di tre angoli uguali di ampiezza pari a {\displaystyle \arccos({\frac {1}{4}})-60^{\circ }\approx 15,522\,487\,814\,07^{\circ }} e {\displaystyle \arccos(-{\frac {1}{4}})+120^{\circ }\approx 224,477\,512\,185\,93^{\circ }}, disposti alternativamente lungo il perimetro del poligono.